# Ашли (тауншип, Миннесота)
Ашли (англ. Ashley) — тауншип в округе Стернс, Миннесота, США. На 2000 год его население составило 244 человека.

## География
По данным Бюро переписи населения США площадь тауншипа составляет 108,9 км², из которых 108,6 км² занимает суша, а 0,3 км² — вода (0,26 %).

## Демография
По данным переписи населения 2000 года здесь находились 244 человека, 84 домохозяйства и 67 семей.  Плотность населения —  2,2 чел./км².  На территории тауншипа расположено 90 построек со средней плотностью 0,8 построек на один квадратный километр. Расовый состав населения: 100,00 % белых.
Из 84 домохозяйств в 36,9 % воспитывались дети до 18 лет, в 77,4 % проживали супружеские пары и в 20,2 % домохозяйств проживали несемейные люди. 13,1 % домохозяйств состояли из одного человека, при том 6,0 % из — одиноких пожилых людей старше 65 лет. Средний размер домохозяйства — 2,90, а семьи — 3,28 человека.
29,1 % населения — младше 18 лет, 8,2 % — в возрасте от 18 до 24 лет, 26,2 % — от 25 до 44, 20,1 % — от 45 до 64, и 16,4 % — старше 65 лет. Средний возраст — 38 лет. На каждые 100 женщин приходилось 117,9 мужчин.  На каждые 100 женщин старше 18 приходилось 116,3 мужчин.
Средний годовой доход домохозяйства составлял 45 179 долларов, а средний годовой доход семьи —  46 875 долларов. Средний доход мужчин —  30 625  долларов, в то время как у женщин — 20 000. Доход на душу населения составил 15 347 долларов. За чертой бедности находились 6,5 % семей и 8,3 % всего населения тауншипа, из которых 12,5 % младше 18 и 5,4 % старше 65 лет.